# Chlorid rheniový
Chlorid rheniový je anorganická sloučenina s chemickým vzorcem ReCl6.

## Příprava
Chlorid rheniový byl poprvé připraven roku 1962 chlorací rhenia při teplotě 600 °C. Lze jej také připravit reakcí fluoridu rheniového s nadbytkem chloridu boritého:
ReF6 + 2 BCl3 → ReCl6 + 2 BF3
2 ReF6 + 6 BCl3 → ReCl6 + 6 BF2Cl

## Vlastnosti
Chlorid rheniový je černá paramagnetická pevná látka, která tvoří jehličkovité krystaly, které jsou hnědočervené, když jimi prochází světlo a tmavě zelené, když se od nich odráží světlo. Krystaly tají pár stupňů nad pokojovou teplotou za vzniku nahnědlé kapaliny, která se při zahřátí vypařuje za vzniku zelené páry. Molekula ReCl6 je oktaedrická, stejně jako chlorid wolframový.
Za pokojové teploty je chlorid rheniový nestabilní a rozpadá se za vzniku chloridu rheničného:
2 ReCl6 → [ReCl5]2 + Cl2